# 紅斑鳳胎䲁
紅斑鳳胎䲁（學名：Pavoclinus smalei），為輻鰭魚綱䲁形目胎䲁科鳳胎䲁屬的一個種，該物種的名字是為了紀念其作者馬爾科姆·J·斯梅爾（Malcolm J. Smale），分布於東南大西洋南非斯托姆斯河河口，深度18至22公尺，本魚體延長，頭部和身體有大片不規則的白邊赤褐色斑點，魚鰭透明，背鰭前部呈黃褐色，背鰭硬棘36-38枚、背鰭軟條2-3枚、臀鰭硬棘2枚、臀鰭軟條25-27枚，體長可達5.5公分，棲息在海草生長的海床，雌魚產附著性卵，雄魚會守護卵，幼魚為浮游性，生活習性不明。